# هلنبرون
هلنبرون (به آلمانی: Holenbrunn) یک منطقهٔ مسکونی در آلمان است که در وونزیدل واقع شده‌است. هلنبرون ۱۰٫۰۹ کیلومتر مربع مساحت دارد ۵۶۰ متر بالاتر از سطح دریا واقع شده‌است.